# Нова журналістика
Нова журналістика (англ. New journalism) — напрямок журналістики, що передбачає використання у текстах літературних технік.
Набув поширення в американській друкованій пресі 1960–70 років. Його основоположником вважають журналіста Тома Вульфа. Сам термін він вперше вжив у 1973 році у виданому ним збірнику статей «Нова журналістика».

Стаття Тома Вульфа у журналі «New York» від 14 лютого 1972 року, де він проголошує народження Нової журналістики

Нову журналістику називають також нон-фікшн-журналістикою, паражурналістикою, літературою факту, прозою ідей чи наративною журналістикою. Проте, її не слід плутати з есеїстикою: нова журналістика оперує лише фактами, передбачає сюжети й діалоги, есеїстика ж — це рефлексія та потік свідомості.
У стилі нової журналістики писали Трумен Капоте, Гантер Томпсон, Норман Мейлер, Роберта Крістгау. Свої статті вони публікували у журналах «The Atlantic Monthly», «Harper's», «CoEvolution Quarterly», «Esquire», «New York», «The New Yorker», «Rolling Stone», «Scanlan's Monthly».

### Причини переходу преси США до нової журналістики
- поява телеграфної інформації;
- ускладнення газетного комерційного бізнесу.

Внутрішні та зовнішні події в США на рубежі нового століття, сприяли появі нової журналістики. Нова епоха вимагала від капіталістичної преси використовувати інші методи ідеологічного впливу на аудиторію. Американська преса намагалась підвищити свою роль, як ідеологічної зброї, орієнтуючись на зростаючий інтерес американців до внутрішніх та зовнішніх подій. Преса в США, щоб збільшити свій політичний престиж в очах масового читача, розгорнула кампанію по захисту інтересів простої людини.

### На сторінках газет стали з'являтись
- яскраві приклади громадських викриттів;
- сенсаційні факти корупції в урядових сферах;
- факти бюрократії в вищих органах партійної сфери;
- американські ЗМІ почали висвітлювати президентські виборчі кампанії та реагувати на політичні події в житті країни.

Важливі особливості «нової журналістики» — надзвичайна широта охоплення життєвої сфери, проникнення в політику, історію, громадське та приватне життя, жанрове різноманіття, белетризація фактів, співвідношення факту та вимислу.
Основною функцією газети стало поширення інформації. Важливе місце в пресі належало новинам. Політика газети стала знаходити своє вираження в тенденціях і методах, відбору і обробки інформації та фактів.

### Формати нової журналістики
- есе;
- авторські колонки;
- статті в журналах, які розраховані на елітарного читача;
- фото письмо — без особистого.[4]

### Принципи
- сприяння культурному та духовному розвитку людини;
- розвиток у читача власних поглядів, самостійного мислення;
- запуск постійних імпульсів до самовдосконалення.[4]

## Основні художні прийоми
Вулф говорив, що Нова журналістика дає кожному журналісту можливість здійснити свою мрію — написати роман, залишаючись на території журналістики. Він визначив чотири основні літературні прийоми, що використовуються у новій журналістиці і є її ознаками:
1. Кінематографізм: побудова тексту зі сцен, що швидко змінюють одна одну, не обов'язково у хронологічному порядку. Динамічність. По прочитанні тексту в читачів має з'явитися відчуття, що вони переглянули фільм.
2. Діалогізм: наситити текст якомога більшою кількістю діалогів. Читачі мають почути голоси героїв.
3. Ракурс третьої особи або прийом хамелеона: Автор намагається втілитись у свого героя, щоб його вустами розповісти про подію.
4. Увага до деталей: багато уваги приділяється деталям, що характеризують героїв матеріалів і їх поведінку: зовнішній вигляд, манери, міміка, тощо[1].

Нові журналісти часто наповнювали свої тексти описом зовнішнього вигляду, звичок своїх героїв, деталей інтер'єру, описом автомобіля. Це було покликане полегшити для читача сприйняття того, що відбувається. Однак через це виникав ефект перевантаженості тексту.
Окрім того, Том Вульф зазначав, що для нової журналістики характерні: використання розмовної «живої» мови та займенника «я», чітка відзначеність особистої точки зору автора та літературна реєстрація щоденних деталей.
Але деякі дослідники намагалися розширити класифікацію Вулфа. Доповнюючи нову журналістику наступними прийомами:
1. Метод «включеного» репортажу.
2. Мозаїчна композиція, де у кожного окремого уривка своя динаміка і структура, і вона не обов'язково відповідає загальній «журналістській формулі» твору.
3. Точніть.
4. Присутність голосу автора і наявність певних авторських зобов'язань.

В цілому нова журналістика передбачає наявність документальної основи, реальних персонажів, випадків, що дійсно відбулися. Матеріал при цьому повинен подаватися в формі художнього наративу.
Всі прийоми мають базуватися на єдиному непорушному постулаті — на факті. Жодної вигадки, домислу, вимислу, фантазії, — все це табу. Факт, а не фікшн. Якщо журналістові бракує інформації — він мусить її будь-що отримати. Новожурналіст має бути на міці події: бачити, чути и торкатися всього власними пальцями.

## Представники
Родоначальником нового журналізму вважають Тома Вулфа. Саме він у 1973 році видав «Антологію нового журналізму», на яку дослідники цього феномену спираються й донині. У цій роботі знайшла своє відображення основна ідея «нового журналізму»: поєднати публіцистику та белетристику. Крім того, у «Антології нового журналізму» зібрані основні роботи колег Вулфа. Вони використовують основну формулу «нового журналізму»: роман + хроніка.
Важко однозначно сказати, як багато було представників стилю нової журналістики, однак серед найвідоміших фігурують імена таких авторів, як Гантера Томпсона, Трумена Капоте, Роберта Крістгау, Джоан Дідіон, Нормана Мейлера (Кінслі), Тері Саузерна та Gay Talese.
Редактори Клей Фелкер, Норманд Пуарье і Гарольд Хейс також сприяли піднесенню нової журналістики.

### Гантер Томпсон
Гантер Томпсон — відомий американський журналіст і письменник, відомий як автор роману «Страх і огида в Лас-Вегасі», найяскравіший представник гонзо-журналістики, стилю нового журналізму. Саме Гантера Томпсона вважають відкривачем гонзо-журналістики та винахідником нового репортажу, в якому фігура журналіста займає центральну позицію. Його численні матеріали були підготовлені для таких періодичних видань, як Rolling Stone, Esquire, The Boston Globe, Chicago Tribune, The New York Times, Time,  Playboy, The San Juan Star, The San Francisco Examiner та для інших.
Гантера Томпсона вважають батьком гонзо-журналістики, яка характеризується суб'єктивною позицією автора, репортажним стилем, еклектичністю оповіді, використанням специфічної авторської мови (часто використовується нецензурна лексика). Його роботи і стиль зробили значний внесок в напрямок нової журналістики 1960-х і 1970-х років. Яскравим прикладом нової журналістики стала стаття автора «Дербі в Кентуккі: занепад і мерзота», після публікації якої і почав використовуватися термін Гонзо. У цьому матеріалі автор описує власні враження від перегляду відомих кінських скачок (дербі). В першу чергу автор акцентує увагу на поведінку глядачів, які приїхали напитися та весело провести час. В матеріалі Томпсон описує публіку, вдаючись до жорстких виразів та суб'єктивного забарвлення оповіді. Ця публікація викликала широкий суспільний резонанс та обурення, адже в ній не було сказано ні рядка про самі скачки та переможця, а лише про те, що цікавило самого автора — поведінку глядачів. Найвідомішими роботами Томпсона стали «Ромовий щоденник», «Страх і огида в Лас-Вегасі», "Янголи пекла" та деякі інші.
Томпсон завжди писав від першої особи, широко використовуючи свій власний досвід і емоції для забарвлення оповіді, а його численні роботи стали одним із найяскравіших проявів стилю нова журналістика.

### Трумен Капоте
Трумен Капоте – американський письменник та публіцист. Вважається одним з найяскравіших представників «нової журналістики». Деякі його твори – класика повоєнної американської літератури: зокрема, «Сніданок у Тіффані» та «З холодним серцем». На відміну від відомих «нових журналістів» на кшталт Тома Вулфа і Нормана Мейлера, котрі ставили власні переживання чи не вище за реальні факти, Капоте, за його власними словами, намагався «повністю прибрати себе з книги».
«Сніданок у Тіффані» - одна з найпопулярніших робіт Капоте, але справжню популярність йому приніс роман «З холодним серцем» . Ця робота Капоте стала візитівкою цілого жанру – «нового журналізму». Книга являє собою документальний репортаж, для написання якого автору довелось витратити шість років життя. Публікація мала безпрецедентний успіх – 4 мільйони екземплярів.  Роман присвячено розслідування вбивства сім’ї Клаттерів. Зловмисники проникли в будинок, знайшли усього 40 доларів, але при цьому розстріляли усю сім’ю разом з дітьми. Злочин не мав жодного мотиву, що суттєво ускладнювало розслідування. Втім, зловмисників схопили та приговорили до смертної кари.
У романі Капоте унікальне співвідношення реальних фактів та вигаданих. Він повністю відтворив події тієї жахливої ночі, а також детально описав увесь хід розслідування. Для цього ним були проведено кілька десятків інтерв’ю, сотні подорожей та зустрічей. Втім, автор самостійно домислив деякі репліки злочинців та деталі на місці вбивства. Але зауважте, що Капоте не просто вигадав їх. Відомо, що він неодноразово спілкувався з вбивцями, тому міг уявити як вони себе поводили та що говорили тієї ночі. Тож, він не викривив дійсність, а лише доповнив факт – це приклад симулякру, який часто використовують у постмодерністській літературі. Автор робить дещо незвичний висновок: у тому, що трапилось, він звинувачує не скільки злочинців, скільки ті життєві умови, в яких вони росли, тобто, суспільний устрій Америки.  «З холодним серцем» - це соціологічний памфлет, в якому автор викриває суспільний устрій Америки.

### Роберт Крістгау
Роберт Крістгау – американський публіцист, один з перших професійних рок-критиків.
Найбільшу популярність отримав завдяки колонці «Споживчий гід», котру вів з 1969 року. Крім того, він провів 37 років як музичний редактор The Village Voice, де створив щорічне опитування «Pazz & Jop».
В оригінальному форматі «Споживчий гід» - це 18-20 окремих параграфів огляду музичного альбому . Джоді Роден висловився про них так: «Колонки Крістгау не схожі ні на що інше – компактні ідеї та натяки, зізнання та звинувачення з перших уст, високоінтелектуальні відсилки та сленг». У 1990 році Крістгау змінив формат «Споживчого гіда»: нині він складається з 6-8 оглядів альбомів, які отримують оцінку «В+» та вище. Крім того, в рамках цього проекту є рубрика «Невдаха місяця» (оцінка «В» чи нижче), «Заохочувальний відгук», «Вибіркові треки», «Невдалі треки». Варто зауважити, що Крістгау також використовує оцінки «не варте уваги» (раніше зображувалась похмурим смайликом, а тепер – літера N на чорному тлі) та «хороший трек альбому, що не вартий ваших грошей» (зображувалась ножицями).  
У 1971 році Крістгау створив щорічне опитування «Pazz & Jop», результати якого публікували в одному з лютневих номерів The Village Voice. Опитування проводять серед сотень професійних музичних критиків (наприклад, у 2004 році в опитування брало участь понад 800 критиків). За результатами їх голосування відбирають десятку найкращих музичних альбомів року. Протягом усієї кар’єри Крістгау в The Village Voice кожне опитування супроводжувалось його есе. Він аналізував результати та загалом розмірковував про музичну продукцію. У 2006  році Крістгау звільнили з видання, але опитування продовжує існувати та вважається одним з найавторитетніших у світі музики.

### Джоан Дідіон
Джоан Дідіон — американська письменниця. Відома своїми романами та працями у літературній журналістиці. Працювала у Vogue, публікувалася у таких виданнях як Лайф, Esquire, The Saturday Evening Post, The New York Times, and The New York Review of Books.
У 1968 році Дідіон публікує збірку есе під назвою «І побрели до Віфлієма»(«Slouching Towards Bethlehem»). У ній письменниця описує свої враження про Каліфорнію 60-х років ХХ століття, зокрема про Сан-Франциско, яке поступово перетворювалося на контркультурний центр. Дідіон пропонує своє бачення подій що відбуваються у похмурих тонах, на відміну від більш звиклого і утопічного образу. Так, вона описує свою зустріч з дитиною дошкільного віку, якому батьки давали ЛСД.
Збірка ілюструє більшу частину того, чим є новий журналізм, оскільки тут письменниця досліджує культурні цінності та досвід американського життя у 1960-х роках. Дідіон включила в неї себе, свої почуття та спогади. Розповідь ведеться від першої особи та описує хаос окремих людей і те, як вони сприймають світ. Дідіон відкидає звичайну журналістику і замість цього надає перевагу суб'єктивному підходу та своєму власному стилю.

### Норман Мейлер
Норман Мейлер (Кінслі) — американський письменник, журналіст, сценарист, драматург та режисер.
Найвідоміший нарис Мейлера «Білий негр: поверхневі роздуми про хіпстера» (The White Negro: Superficial Reflections on the Hipste) був опублікований влітку 1959 року у журналі Dissent та становив 9 000 слів. У ньому письменник «аналізує і частково захищає моральний радикалізм хіпстера-аутсайдера». Це одне з найбільш обговорюваних та спірних есе післявоєнного періоду, яке прийнято вважати основним маніфестом хіпстерізму. У ньому автор описує ряд молодих білих людей 20-50-х років ХХ століття, які були настільки не в захваті від того, що вони вбачали у конформістській культурі, що прийняли чорну культуру як свою власну.
Есе складається з шести розділів, в яких автор описує свій погляд на природу соціального феномену «хіпстерізму», характерного для Америки 20-50-х років. До хіпстерів автор відносить молодих людей, які не приймають конформістську культуру та копіюють модель поведінки, властиву афроамериканскому населенню США. Мова йде не тільки про любов до джазу та свінгу, про навмисне неохайний  зовнішній вигляд або манери мовлення. Наслідуючи вихідця з небезпечного «чорного» району, хіпстер живе так, немов кожен момент його життя таїть у собі якусь загрозу. З цієї причини він відмовляється витрачати дорогоцінний час на інтелектуальну працю і не шукає задоволення від саморозвитку, переслідуючи виключно чуттєвий досвід і миттєве задоволення своїх базових бажань.
У 1960 році Мейлер написав «Супермен приходить в супермаркет» («Superman Comes to the Supermarket») для журналу Esquire. Це розповідь про появу Джона Ф. Кеннеді під час з'їзду Демократичної партії. Есе стало важливим проривом для нової журналістики 1960-х років, але коли редактори журналу змінили назву на «Супермен приходить в Супермарт» («Superman Comes to the Supermart»), Мейлер був розлючений і не писав для Esquire протягом багатьох років. Пізніше журнал вибачився.
У результаті гніву на Esquire, Мейлер продає свою довгу статтю «На сходах Пентагону» («On the Steps of the Pentagon»), особистий звіт про масові антивоєнні демонстрації  у жовтні 1967 року у Вашингтоні, журналу Harper's. Пізніше він розширив статтю до книги «Армії ночі» («The Armies of the Night») (1968), яку нагородили Національною книжковою та Пулітцерівською преміями. Його головні книги Нової журналістики також включають «Маямі і облогу Чикаго» («Miami and the Siege of Chicago») (1968); «Про пожежу на Місяці» («Of a Fire on the Moon») (1971);  та «В'язень сексу» ("The Prisoner of Sex ") (1971). Визначальними рисами цих робіт є високо суб'єктивізований стиль і більш широке застосування методів художньої літератури, ніж журналістських.

### «Нова журналістика та Антологія нової журналістики» Тома Вульфа
Том Вульф, людина, яку вважають фундатором нового напряму в журналістиці ділиться своїми спогадами про мейнстрім журналістики 60-х років та себе в ньому. Це свідчення очевидця, причетного до народження та розвитку новітнього явища. Книга відзначається тонким гумором та містить широкий практичний матеріал, першочергово про репортажі та репортерство, цікавий як новачкам, так профі.
Вульф розповідає про свій прихід у журналістику після навчання в магістратурі та отримання докторського ступеня.Він перераховує свої робочі місця, серед яких «Вашингтон пост» та «Нью-Йорк геральд трибьюн». Також він називає своїх колег-конкурентів з інших видань, в тому числі: Джиммі Бресліна, відомого американського журналіста, автора майже 20 книг, Гея Талеса та Роберта Ліпсайта з «Тайм», Майкла Мока з «Дейлі Ньюз». З останнім сталася цікава історія, яка ілюструє специфіку репортерської праці, в тому числі таку її невід’ємну складову, як гонитву за сенсацією. Автор описує цей епізод:
 «Мок був серйозним суперником, тому що відзначався відчайдушною хоробрістю […]. Мок міг витворяти бозна-що…Наприклад, „Ньюз” відправляє Мока та фотографа зробити матеріал про одного товстуна, який, яби позбавитися зайвої ваги, поселився на човні, що стояв на якорі у затоці Лонг-Айленд ( „У мене вистачить духу, - заявив він, - там я буду голодувати, дихати свіжим повітрям, і стану струнким мов кипарис). У катера, що найняли газетярі, у милі від цілі заглух мотор. А часу в них було обмаль. Справа була в марті місяці, але Мок кинувся у воду з температурою 42 градуси за Фаренгейтом [6 градусів за Цельсієм – ред.], і плив, поки зовсім не задубів. Товстуну довелося витягати його за допомогою весла. Але зате все-таки Мок зробив цей матеріал, здав його останньої миті. В „Ньюз” з'явилися фотографії репортера, що пливе затокою Лонг-Айленд, лише аби вчасно написати пронизливу дієтичну сагу,с котру прочитають два мільйони людей. А якби він пішов на дно, якби знайшов свій кінець в тіні серед болотних устриць, ніхто про нього і не згадав би”. 
Найбільш цікаві думки автора з приводу Нової журналістики, уміщені у книзі: 
„Зізнаюся, деградація сучасного письменництва сильно полегшує моє завдання – показати, що кращою літературою сьогоднішньої Америки стала нехудожня проза, у формі, яку, хоча і не надто оригінально, називають новою журналістикою” 
„виявилося, що в журналістиці та нехудожній прозі можна використовувати весь арсенал белетристів – від звичайних діалогів до потоку свідомості – та застосовувати ці різні прийоми одночасно чи один за одним...аби запалити читача та змусити його задуматися.” 
„я здійснив два відкриття, які, як на мене, зацікавлять усякого, хто пише. Перше: є чотири основних прийоми, всі реалістичні, які емоційно забарвлюють будь-яку справжню літературу – хоч то художня чи нехудожня проза, нон-фікшн. Друге: реалізм – це не просто особливий літературний метод чи позиція. Насування по всьому фронту реалізму в англійській літературі XVIII століття зроду насуванню електрики в техніці та промисловості”. 
„Не маю уявлення, ні хто першим вжив словосполучення „нова журналістика”, ні навіть коли це трапилося. Сеймор Крім говорив мені, що вперше почув у 1965 році, коли він був редакторм „Наггет”: Піт Хемілл сказав йому, що хоче написати статтю під назвою „Нова журналістика” – про людей на зразок Джиммі Бресліна та Гея Таллеса. Якщо мені не зраджує пам’ять, то про нову журналістику всі заговорили в кінці 1966 року. Хоча точно не занаю... Якщо чесно, сам термін мені ніколи не подобався. Будь-який рух, група, партія, програма.філософія чи теорія, що норовлять стати „новими”, завжди лише накликають на себе усілякі біди.” 
„Передісторії не відаю, та й вона мене не цікавить. Знаю лише, що кілька таких авторів працювали в „Есквайрі” – Томас Б. Морган, Брок Брауер, Террі Саутерн та, найкращий серед всіх, Гей Талес...ще була парочка романістів – Норман Мейлер та Джеймс Болдуїн. Вони робили нариси для „Есквайру”... і, звичайно, не забути журналістів, які писали для мого рідного недільного додатка, „Нью-Йорк”, - перш за все Бресліна, а також Роберта Крістгау, Дун Арбус, Гела Шихі, Тома Галлахера, Роберта Бернтона й Девіда Ньюмена. Загальний ажіотаж захопив і мене. Утворився своєрідний союз, і ми усвідомлювали себе його членами”.